# Droga krajowa nr 100 (Kostaryka)
Droga krajowa nr 100 (hiszp. Ruta Nacional Secundaria 100/Ruta 100) – jedna z drugorzędnych dróg krajowych w Kostaryce. Znajduje się ona w prowincji San José.

## Opis
W prowincji San José droga krajowa nr 100 przebiega przez kanton San José (dystrykty Uruca), kanton Goicoechea (dystrykt Calle Blancos) i kanton Tibás (dystrykt Cinco Esquinas).